# Truro, South Australia
Truro är en ort i Australien. Den ligger i kommunen Mid Murray och delstaten South Australia, omkring 75 kilometer nordost om delstatshuvudstaden Adelaide. Antalet invånare är 549.
Närmaste större samhälle är Angaston, omkring 13 kilometer sydväst om Truro.
Trakten runt Truro består till största delen av jordbruksmark. Runt Truro är det mycket glesbefolkat, med 2 invånare per kvadratkilometer. Genomsnittlig årsnederbörd är 368 millimeter. Den regnigaste månaden är februari, med i genomsnitt 70 mm nederbörd, och den torraste är december, med 8 mm nederbörd.